# Пор-Рояль
Пор-Роя́ль-де-Шан (Пор-Руаяль, фр. Port-Royal-des-Champs) — французский женский цистерцианский монастырь в долине Шеврёза (современная коммуна Маньи-ле-Амо), который на протяжении XVII века служил главной цитаделью янсенизма во Франции. В 1709 году был закрыт и разрушен.

## Янсенисты Пор-Рояля
Местность, где был основан в 1204 году этот монастырь, называлась Porrais, или Porrois, a потом была переименована в Port-du-Roi, или Port-Royal. В монастыре был принят цистерцианский устав св. Бернарда Клервоского; монахини проводили время в молитве и обучении детей. Скоро, однако, монастырь утратил репутацию чистоты и не играл никакой роли до XVII в. В 1609 году настоятельница монастыря Мария-Анжелика Арно приступила к реформе монастыря; число монахинь увеличилось, вследствие чего необходимо было увеличить и помещение. Екатерина Марион, мать настоятельницы, купила громадное здание в Париже и принесла его в дар обители (1625).
Новая обитель называлась Пор-Рояль парижский (фр. Port-Royal de Paris), в отличие от Port-Royal des Champs. Пор-Рояль быстро привлёк к себе внимание лучшего общества, благодаря уму, благочестию и личным связям Анжелики Арно. Среди покровительниц монастыря находились маркиза де Сабле, маркиза д'Омон, мадам де Севинье, Ле Мэтр, Поанкарре, Шампиньи и др. В 1627 году монастырь перешёл в ведение парижского архиепископа и подпал под влияние Дювержье де Горанна, аббата Сен-Сиранского монастыря, друга и последователя голландского богослова Янсения (англ. Cornelius Jansen). 
В то же время и старый Пор-Рояль возродился, став центром оппозиции против упадка нравственного чувства и в особенности против тлетворного учения иезуитов. Здесь была метрополия янсенизма; все талантливые его представители образовали с 1636 года прочный кружок, во главе которого стояли братья Арно, известный оратор Леметр де Саси и оба его брата, историк Тиллемон, знаменитый Блез Паскаль и другие. Аббат Сен-Сиранский построил близ Пор-Рояля дом, где поселились его ученики, и выработал программу преподавания, которое велось в их школе. Строгих монашеских обетов от дам, поступавших в Пор-Рояль, и от мужчин, поселившихся в соседнем доме, вообще не требовалось.

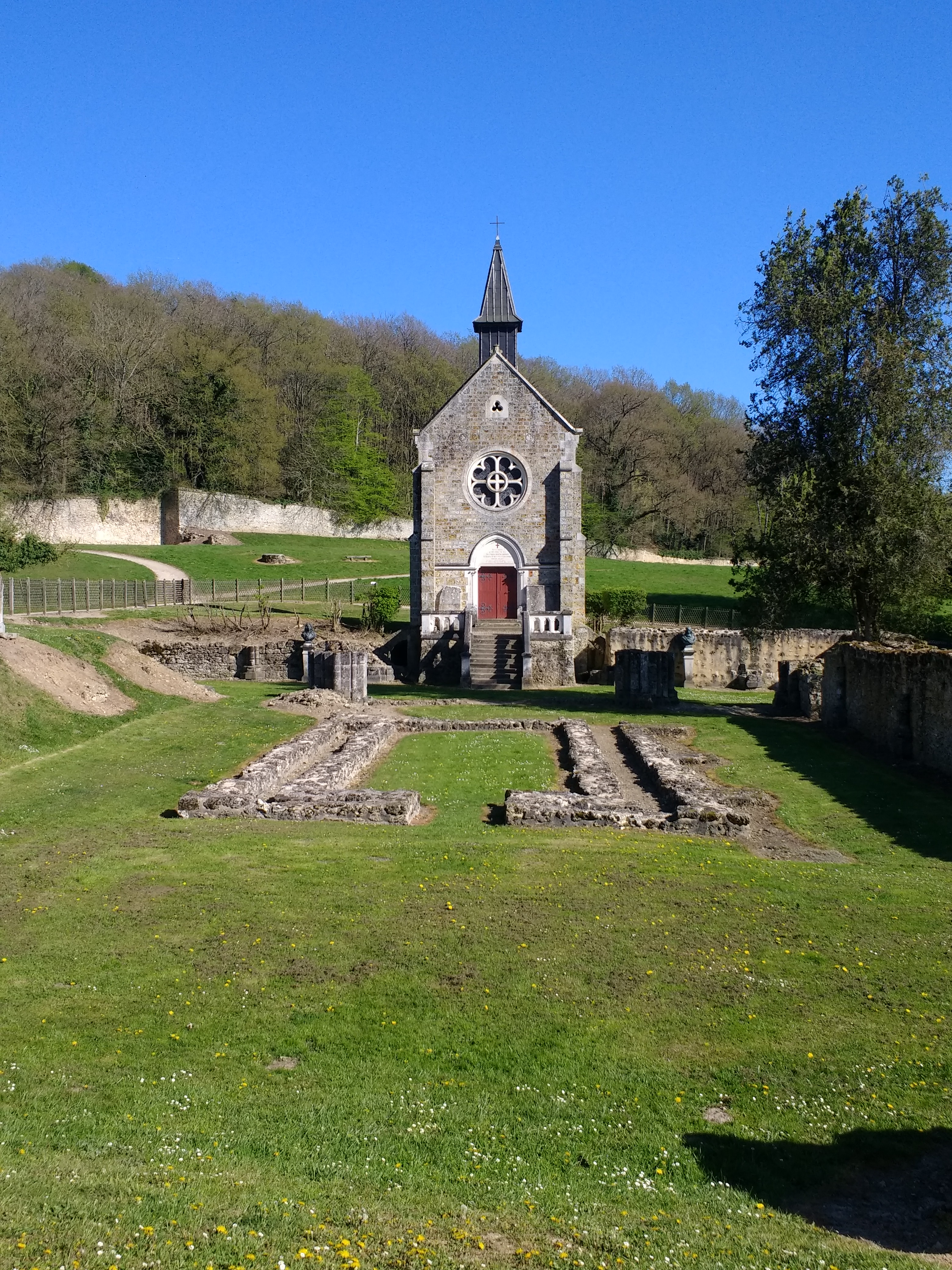
Пор-Рояль

Ведя нравственную, набожную жизнь, они занимались физическим трудом, возделывали землю, преподавали в школе и полемизировали с иезуитами. Их учебники были лучшими в то время. Из кружка «Пор-Рояльских отцов» вышло несколько замечательных произведений. Расин написал «Историю Пор-Рояля». Паскаль после того, как его сестра поступила в Пор-Рояльский монастырь, и сам поселился в Пор-Рояле. Здесь были написаны его «Entretien avec M. Sacy», «Entretien sur Epictète et Montaigne» и знаменитые «Письма к провинциалу». В 1647 г. часть кружка перешла в старый Пор-Рояль, за недостатком места в новом.
Желающих поступить в общину было множество: здесь находили себе приют все гонимые. Особенно прославился Пор-Рояль в ожесточённом споре, который возник между иезуитами и янсенистами. 1 июня 1653 г. папа Иннокентий X обнародовал буллу, в которой объявлялись проклятыми и еретическими пять мест из книги Янсения, колебавших авторитет папы. Пор-Рояльские отцы в ответ на буллу утверждали, что тех положений, на основании которых осуждалась книга Янсения, в ней вовсе нет. Александр VII, новый папа, подтвердил осуждения книги. Тогда Пор-Рояль заявил, что папа непогрешим только в вопросах догматических.
На сторону Пор-Рояля стали четыре епископа. Ввиду упорства янсенистов архиепископ парижский потребовал от имени правительства, чтобы все духовные лица и преподаватели подписали акт, называющий осуждение Янсения справедливым. Отцы Пор-Рояля и монахини отказались сделать это. Антуан Арно написал своё «Письмо к знатному лицу», где мотивировал невозможность признать книгу Янсения еретической. Общество было на стороне Пор-Рояля. Так как монахини Пор-Рояля оставались непреклонными, то парижский архиепископ отлучил их от причащения, но это нисколько не повлияло на их твёрдость. Климент IX по просьбе влиятельных дам и епископов заменил прежнюю формулу акта новой, где только осуждались пять положений, без указаний на книгу Янсения; после этого в церкви водворился мир (1668).

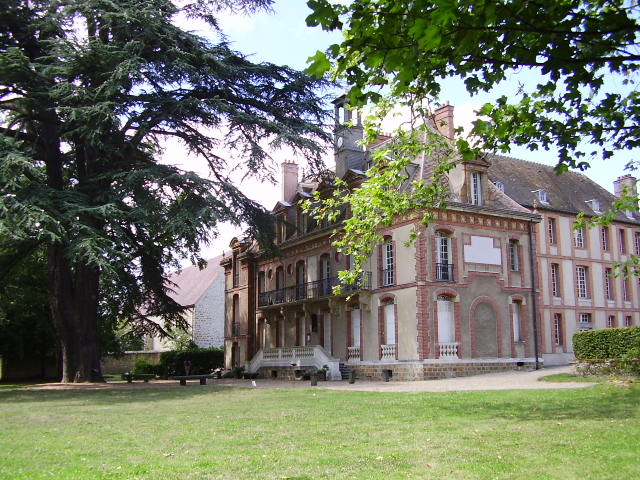
Здание музея Пор-Рояль

Некоторые учёные Пор-Рояля приняли сторону папы во время ссоры Людовика XIV с Иннокентием XI. Иезуиты воспользовались этим, чтобы вновь возбудить неприязнь короля к янсенизму. В 1705 г. по настоянию короля папа обнародовал буллу In Vineam Domini, снова осуждавшую положения Янсения. Монахини Пор-Рояля и на этот раз отказались подписать формулу согласия с буллой. Архиепископ парижский издал 11 июля 1709 г. обвинительный декрет против Пор-Рояля, и 29 октября того же года монастырь Р. R. des champs по приказанию короля был закрыт. Полиция разогнала настоятельницу и других монахинь, сам монастырь был варварски разрушен: сломаны были даже надгробные памятники. От Пор-Рояля осталась только груда камней. Парижский Пор-Рояль существовал до 1790 г. Во время революции он был превращён в тюрьму под названием «Port-Libre», в 1795 г. — в госпиталь, а в 1814 г. — в родовспомогательный дом.
В наши дни в одном из немногих сохранившихся зданий обширного монастырского комплекса находится музей Пор-Рояль, в котором собрана коллекция живописи и гравюры XVII—XVIII веков.

## Наука в Пор-Рояле
В стенах монастыря были написаны влиятельные труды «Грамматика Пор-Рояля» (Арно — Лансло, 1660) и «Логика Пор-Рояля» (Арно — Николь, 1662).
Блез Паскаль работал в Пор-Рояле над математическими пособиями, а также морально-богословскими сочинениями, среди которых можно выделить «Письма к провинциалу».